# Omø
Omø (udtalt [åm-ø]) er en dansk ø i det sydlige Storebælt, cirka 17 kilometer sydvest for Skælskør. Omø er på 4,5 km² og har 137 beboere (2025). Færgen til Omø sejler fra færgelejet Stigsnæs på det vestlige Sjælland. Øen udgør også Omø Sogn.
Nord for Omø ligger Omø Sund som adskiller Omø og Agersø. Mod vest ligger Storebælt, mod øst og syd ligger Smålandsfarvandet.
Omø kom ved kommunalreformen i 1970 under Skælskør Kommune, og ved strukturreformen i 2007 under Slagelse Kommune.
Der er to bebyggelser på Omø: Kirkehavn på nordvestsiden af øen med færge-, lystbåde- og fiskerihavn, er Omøs eneste havn. Omø By ligger midt på øen og har kirke, skole med elever fra 0.-6.klasse (7 elever i alt i skoleåret 2020-2021) og købmandsbutik. Der afholdes hver sommer ølejr ved Omøs sydøstlige kyst.
På øen findes også en flyveplads, Omø flyveplads.
På Omøs vestligste punkt ligger det 22 meter høje Omø Fyr fra 1894. Omøs højeste punkt er den 24 meter høje Skovbanke på øens nordlige del. Der er høje klinter langs nordøstkysten.
Omøs beboerforening er organiseret i Sammenslutningen af Danske Småøer. Øen blev "Årets Ø" i 2023.
- Omø Kirke
- Omø Fyr